# Vanligt folk
Vanligt folk (slovakiska: Obyčajní Ľudia, fullständigt namn Obyčajní Ľudia a nezávislé osobnosti, OĽaNO) är ett slovakiskt konservativt politiskt parti som grundades den 28 oktober 2011. Partiet leds av Igor Matovič, som mars 2020 till april 2021 var landets premiärminister.